# Hälsingtuna socken
Hälsingtuna socken i Hälsingland ingår sedan 1971 i Hudiksvalls kommun och motsvarar från 2016 Hälsingtuna distrikt.
Socknens areal är 129,88 kvadratkilometer, varav 125,33 land. År 2000 fanns här 5 816 invånare. Tätorten Maln och kyrkbyn Tunbyn med sockenkyrkan Hälsingtuna kyrka ligger i socknen. 

## Administrativ historik
Hälsingtuna socken har medeltida ursprung, under namnet Tuna socken som namnändrades 1 januari 1886 (enligt beslut den 17 april 1885) till det nuvarande. 1582 utbröts ur socknen Hudiksvalls stad och Hudiksvalls församling.
Vid kommunreformen 1862 övergick socknens ansvar för de kyrkliga frågorna till Hälsingtuna församling och för de borgerliga frågorna bildades Hälsingtuna landskommun. Landskommunen inkorporerade 1952 Rogsta landskommun för att sedan 1965 inkorporeras i  Hudiksvalls stad som 1971 ombildades till Hudiksvalls kommun. Församlingen uppgick 2010 i Hälsingtuna-Rogsta församling som 2014 uppgick i Hudiksvallsbygdens församling.
1 januari 2016 inrättades distriktet Hälsingtuna, med samma omfattning som församlingen hade 1999/2000.
Socknen har tillhört fögderier, tingslag och domsagor enligt vad som beskrivs i artikeln Hälsingland. De indelta båtsmännen tillhörde Första Norrlands andradels båtsmanskompani.

## Geografi
Hälsingtuna socken ligger närmast sydväst, väster, norr och öster om Hudiksvall vid kusten och kring Hudiksvallsåsen. Socknen är en skogig kustbygd samt två dalgångar åtskilda av åsen.
Socknen genomkorsas i väster av Europaväg 4. Dess sydvästra del korsas av Dellenbanan samt riksväg 84.

### Socknens västra och norra del
I sydväst ligger sjön Lill-Yan helt inom socknen, som sträcker sig in mot Hudiksvall och innefattar där stadsdelarna Visvall, Håsta och Håstahöjden. Byn Hede samt Hälsingtuna kyrka ligger nordväst om Hudiksvall.
Nordväst om Hudiksvall ligger bl.a. Hudiksvalls flygplats samt byarna Skogsta, Ulvsta, Halsta, Narsta, Krösta, Lund samt Västerrå. Här reser sig Antonsberget (165 m ö.h.), högst i detta område.
Norr om Hudiksvall, i socknens norra del, ligger ett större skogsområde med Gansesjön (49 m ö.h.) som största sjö. Dessutom ligger här Råbosjön (111 m ö.h.), Norrtjärnen, Badtjärnen, Holmsjön samt Sunnanåsjön. Norr om den sistnämnda sjön ligger en bygdeenklav med byarna Österby och Silja.

### Socknens östra del
Socknens andra "huvuddel" öster om Hudiksvall präglas av närheten till Hudiksvallsfjärden. Hudiksvalls stadsdelar Sanna, Sandvall och östra delen av Djuped ligger i detta område. Här ligger också bland annat byar som Östanbräck och Fiskeby. Vid Hudiksvallsfjärden ligger Maln och Skålbo. Vid den numera uppgrundade nordliga utlöparen av Hudiksvallsfjärden, Drevisfjärden (0,3 m ö.h.), ligger Nordenholm.
I sydost ligger en liten skärgård med halvön Gackerön samt öar som Såskär, Brusen samt Viggön. Längs vägen ut mot Gackerön ligger byarna Lingarö, Daglä och Vallarna.
Längst ut mot Bottenhavet, dock innanför Hölick (i Rogsta socken), ligger ön Tunaolmen, som är delad mellan Hälsingtuna och Idenors socknar. Vid öns sydöstra spets och mitt på sockengränsen mellan Hälsingtuna och Idenor ligger fiskeläget Olmen med Olmens kapell. Kapellet delas av sockengränsen.

### Geografisk avgränsning etc
Hälsingtuna socken avgränsas i sydväst på en sträcka av cirka 6 kilometer av Forsa socken. I väster ligger Högs socken och i nordväst avgränsas socknen av Ilsbo socken i Nordanstigs kommun. I nordost och i öster avgränsas Hälsingtuna socken av Rogsta socken. Denna gräns går från Allmänningsberget i norr och så småningom ut i fjärden öster om Gackerön. Den löper därefter mot sydost i vattnet mellan Gackerön respektive Tunaolmen och Hornslandet, som ligger i nordost (inom Rogsta socken). I söder gränsar Hälsingtuna socken till Idenors socken. 

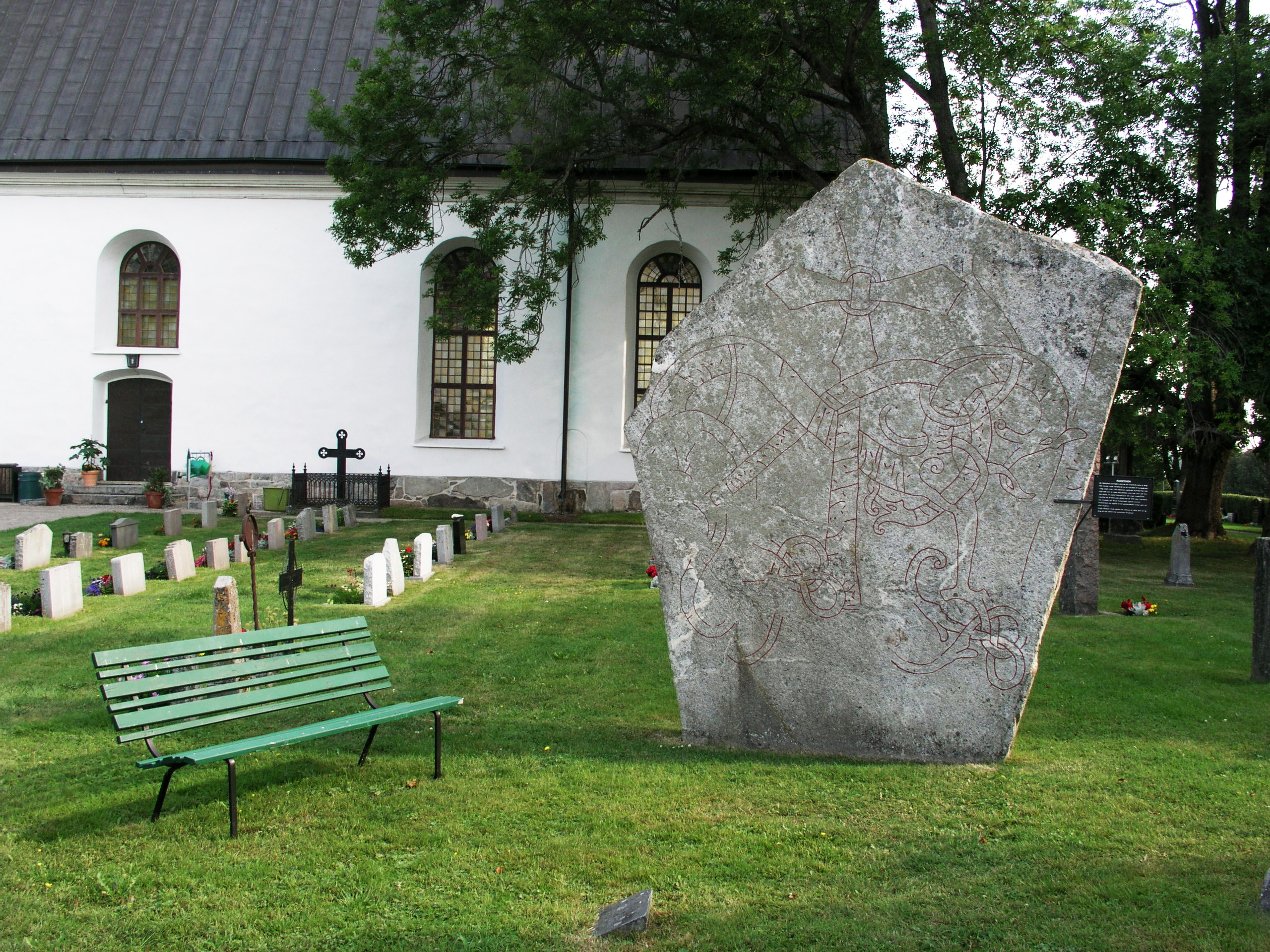
Hälsinglands runinskrifter 10 vid Hälsingtuna kyrka

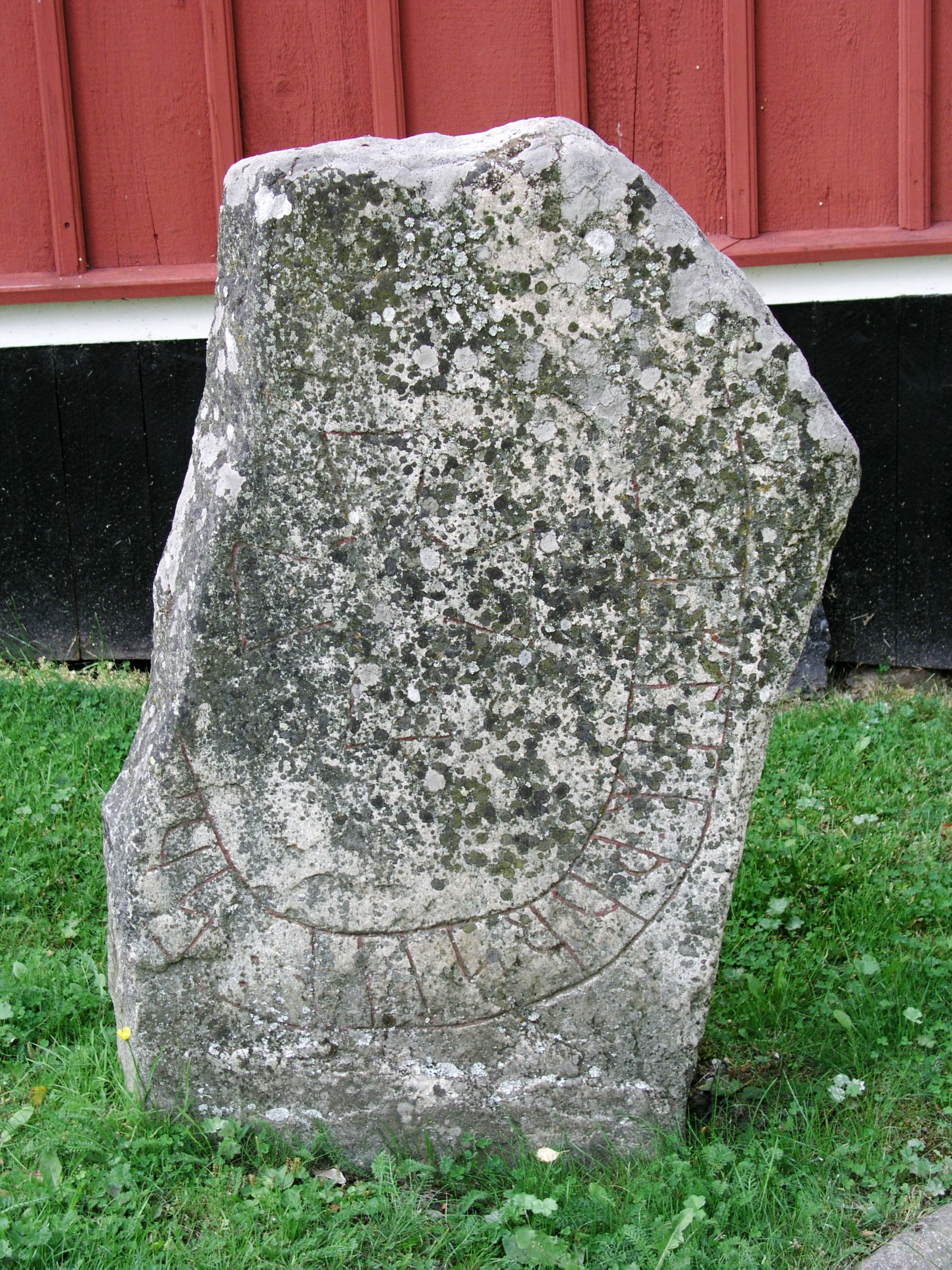
Hälsinglands runinskrifter 9 vid Hälsingtuna kyrka

## Historia
Från stenåldern finns ett tiotal boplatser. Från järnåldern finns cirka 40 mindre gravfält, cirka 625 gravar och 25 gravar av kuströsetyp varav ett stort långröse. Strax söder om Hälsingtuna kyrka mellan Tunsjön och nuvarande E4 ligger en fornborg. Vidare finns två runstenar vid Hälsingtuna kyrka.
År 1929 hade Hälsingtuna socken 2 241 hektar åker och 7 744 hektar skogsmark.

## Namnet
Namnet (1344 Tunum) kommer från kyrkbyn, Tunaby, med innehållet tun, inhägnad'.
Namnet skrevs före 1910 HelsingTuna socken.

## Befolkningsutveckling
| Befolkningsutvecklingen i Hälsingtuna socken 1750–1990                                                   | Befolkningsutvecklingen i Hälsingtuna socken 1750–1990 | Befolkningsutvecklingen i Hälsingtuna socken 1750–1990 | Befolkningsutvecklingen i Hälsingtuna socken 1750–1990 | Befolkningsutvecklingen i Hälsingtuna socken 1750–1990 |
| --- | ------------------------------------------------------ | ------------------------------------------------------ | ------------------------------------------------------ | ------------------------------------------------------ |
| |                                                        |                                                        |                                                        |                                                        |
| År |                                                        |                                                        | Folkmängd                                              |                                                        |
| 1750 | 1750                                                   |                                                        | 858                                                    |                                                        |
| 1760 | 1760                                                   |                                                        | 769                                                    |                                                        |
| 1769 | 1769                                                   |                                                        | 905                                                    |                                                        |
| 1780 | 1780                                                   |                                                        | 893                                                    |                                                        |
| 1790 | 1790                                                   |                                                        | 1 052                                                  |                                                        |
| 1800 | 1800                                                   |                                                        | 1 117                                                  |                                                        |
| 1810 | 1810                                                   |                                                        | 1 199                                                  |                                                        |
| 1820 | 1820                                                   |                                                        | 1 291                                                  |                                                        |
| 1830 | 1830                                                   |                                                        | 1 330                                                  |                                                        |
| 1840 | 1840                                                   |                                                        | 1 341                                                  |                                                        |
| 1850 | 1850                                                   |                                                        | 1 436                                                  |                                                        |
| 1860 | 1860                                                   |                                                        | 1 578                                                  |                                                        |
| 1870 | 1870                                                   |                                                        | 1 581                                                  |                                                        |
| 1880 | 1880                                                   |                                                        | 2 119                                                  |                                                        |
| 1890 | 1890                                                   |                                                        | 3 992                                                  |                                                        |
| 1900 | 1900                                                   |                                                        | 4 072                                                  |                                                        |
| 1910 | 1910                                                   |                                                        | 2 282                                                  |                                                        |
| 1920 | 1920                                                   |                                                        | 2 370                                                  |                                                        |
| 1930 | 1930                                                   |                                                        | 2 449                                                  |                                                        |
| 1940 | 1940                                                   |                                                        | 2 297                                                  |                                                        |
| 1950 | 1950                                                   |                                                        | 2 380                                                  |                                                        |
| 1960 | 1960                                                   |                                                        | 2 201                                                  |                                                        |
| 1970 | 1970                                                   |                                                        | 3 892                                                  |                                                        |
| 1980 | 1980                                                   |                                                        | 6 312                                                  |                                                        |
| 1990 | 1990                                                   |                                                        | 6 214                                                  |                                                        |
| Anm: Källor: Umeå universitet - Tabellverket 1749-1859, Demografiska databasen, CEDAR, Umeå universitet. |                                                        |                                                        |                                                        |                                                        |

## Kända personer från bygden
- Per Granath
- Kjell E. Genberg
- Anders Wiberg
- Alfred Jensen
- Tomas Brolin